# Bayonetta (personaggio)
Bayonetta (ベヨネッタ?, Beyonetta), nata con il nome di Cereza, è un personaggio immaginario protagonista dei videogiochi Bayonetta, Bayonetta 2 e Bayonetta 3, sviluppati da Platinum Games e pubblicati rispettivamente da SEGA e Nintendo, e del film animato Bayonetta: Bloody Fate. Bayonetta è stata creata da Hideki Kamiya, disegnata da Mari Shimazaki e doppiata da Hellena Taylor.
Bayonetta è una delle ultime Streghe di Umbra sopravvissute, figlia di una Strega di Umbra e di un Saggio di Lumen. All'inizio del gioco andrà alla ricerca del suo passato, in direzione di Vigrid, e combattendo legioni nemiche del Paradiso. È anche la protagonista di Bayonetta 2, ed è un personaggio scaricabile e giocabile nel videogioco Anarchy Reigns.
L'accoglienza del personaggio è stata complessivamente positiva, con l'approvazione per la sua immagine femminile, facendo risaltare molto la propria parte femminile rispetto a personaggi di altri videogiochi andando contro alcuni accordi. Comunque, la sua sensualità è stata oggetto di critiche e polemiche.

## Progetto e sviluppo
Disegnata con lunghi capelli neri e con due ciocche di capelli che all'estremità destra e sinistra si separano dagli altri. All'estremità delle due ciocche di capelli ha quattro simboli magici d'oro.
Mari Shimazaki ha provato a rendere Bayonetta più appariscente creandole arti più lunghi e aggiustando le proporzioni.
Suggerendo di creare un altro gioco d'azione dal produttore Yusuke Hashimoto, il direttore del progetto Hideki Kamiya ha deciso di introdurre un personaggio femminile per il titolo. Alla fine ha raccontato al progettatori dei personaggi, Mari Shimazaki di voler creare Bayonetta con diverse peculiarità: una donna leader, sicura di sé, una strega moderna che usa armi di diverso tipo come le pistole e lanciarazzi. Il suo nome era ispirato ad una baionetta, con lo scopo di indicare che "c'era molto di più in lei di quello che saltava all'occhio". Possiede quattro pistole chiamate Scarborough Fair (Kamiya dedica questo nome in onore della omonima ballata inglese, e le quattro pistole prendono il nome dalle quattro erbe aromatiche usato nel linguaggio della canzone, ossia prezzemolo, salvia, rosmarino e timo). Nel secondo gioco sono sostituite dalle Love is Blue, che prendono il nome dall'omonima canzone del 1967 e sono chiamate Toccata, Preludio, Notturno e Minuetto, da vari tipi di melodie.
Il processo di creazione di Bayonetta ha richiesto un anno di prove tra personaggi, disegni e progettazioni, alla fine Bayonetta è risultata una strega tradizionale con un abito nero con lo stile capelli-alveare. L'ostinato nero dell'abito è descritto da Shimazaki come il motivo simbolo di una strega (ovvero il colore nero).
Gli arti di Bayonetta sono più lunghi del normale per renderla appariscente come un personaggio di un gioco d'azione, perché Shimazaki ha un'inclinazione verso i personaggi femminili con braccia corte e magre. I suoi arti e il resto del design sono stati accolti positivamente da Kamiya, quindi lo sviluppo ha proceduto alla progettazione dell'acconciatura di Bayonetta.
Lo stile capelli-alveare di Bayonetta è un particolare su cui Shimazaki ha insistito, storpiandolo per farlo assomigliare al tipico cappello appuntito delle streghe.
Comunque Kamiya non ha avuto rimorsi riguardo al taglio di capelli. È stata inoltre dotata di occhiali su richiesta di Kamiya, con l'intenzione di differenziarla da altri personaggi femminili dandogli un "senso di mistero e intelligenza", inoltre Kamiya predilige le donne con occhiali. Le pistole Scarborough Fair sono state ispirate alla pistola Derringer, questo perché le Derringer sono robuste, con un'alta velocità di fuoco e di semplice design. Kamiya approva l'idea sapendo che questo tipo di armi sono particolarmente sensuali nelle mani di una ragazza. Per le fondine si era pensato ai piedi, ma gli sviluppatori hanno scartato questa idea sentendo che non era abbastanza "hot". Nonostante il gioco sia stato prodotto in Giappone, Kamiya ha insistito particolarmente nel doppiare Bayonetta con una voce inglese anziché giapponese, questo perché Kamiya era convinto che il doppiaggio giapponese non sarebbe stato adatto al personaggio.
L'idea di creare il suo vestito dai suoi capelli era destinato ad inserirsi nel design perché il team voleva far capire che i suoi poteri derivavano dai capelli.
I capelli sono stati progettati per essere un mezzo di "ornamento e protezione" e per dare un'aria più fashion che accentua i movimenti degli arti. Durante questo processo è stato deciso che Bayonetta doveva perdere parzialmente il controllo dei suoi capelli quando invocava i demoni, e quindi doveva ritrovarsi in abiti più "confortevoli".
Shimazaki ha affermato che questo è uno degli aspetti di Bayonetta che ama di più. Kamiya ha annullato l'aggiunta di una scollatura e di seni troppo grandi, svelando che seni di normali dimensioni erano adeguati e che era molto più misterioso e sensuale che "mettere tutto a nudo".
Il modello di Bayonetta è stato creato da Kenichiro Yoshimura, che ha osservato diverse modelle per avere una proporzione autentica alla realtà, focalizzandosi particolarmente sul fondoschiena che come risultato veniva reso più ampio e arrotondato rispetto agli altri personaggi femminili progettati da altri artisti giapponesi.

## Presenze

### SerieBayonetta
Nel primo gioco, Cereza (alias Bayonetta) è nata a Vigrid (in un'area non meglio definita della Provenza, Francia) dall'unione proibita di un Saggio di Lumen chiamato Balder e una Strega di Umbra di nome Rosa: per la loro colpa la Strega era stata imprigionata e il Saggio esiliato dal suo clan. La nascita di Bayonetta ha spaccato l'equilibrio dei due clan e ha portato ad una guerra tra essi.
Bayonetta diventa la pecora nera del clan Umbra, e durante la guerra, Jeanne, sua amica d'infanzia e rivale, la sigilla facendole perdere ogni ricordo per proteggerla da chi l'avesse voluta sfruttare. Per i successivi 500 anni, viene sigillata in una bara in fondo a un lago. Verrà salvata, sotto istruzione di Padre Balder, da un giornalista, Antonio, che verrà ucciso dagli angeli di Balder, tutto sotto gli occhi di Luka. La Strega si dirige a Vigrid, dove Padre Balder si prepara a risvegliare la creatrice Jubileus e innescare la creazione di un nuovo mondo, a costo di quello vecchio. Viene seguita da Luka, ormai cresciuto di professione giornalista, che vuol svelare al mondo l'identità di Bayonetta, credendo che ella fosse l'assassina di suo padre. Bayonetta incontra Jeanne, controllata da Padre Balder con lo scopo di farle recuperare i ricordi perduti, e Cereza (la giovanissima versione di Bayonetta inviata nel suo tempo sempre per risvegliare i ricordi assopiti di Bayonetta) la quale pensa che Bayonetta sia sua madre e quest'ultima dice alla bimba di tenere ciò di cui è affezionata vicino al suo cuore (riferendosi all'amuleto regalato dalla madre a Cereza il giorno del suo compleanno).
La ragione di tutto questo viene rivelata quando Bayonetta sconfigge Padre Balder e porta Cereza nella sua era originale: i ricordi di Bayonetta erano la chiave per risvegliare i poteri latenti dell'Occhio Sinistro. Il tentativo di usare Bayonetta da Padre Balder per la resurrezione del Creatore Jubileus, viene impedita da Jeanne. Quindi insieme distruggono Jubileus e salvano il pianeta.
Nel secondo gioco, Bayonetta deve fronteggiare oltre che le schiere angeliche, anche le schiere infernali dopo la dipartita di Balder come guardiano dell'Occhio Destro (la quale causa dei disordini nei tre reami). Contemporaneamente deve ritrovare entro 24 ore, le Porte dell'Inferno e cercare negli inferi l'anima di Jeanne, altrimenti l'anima della strega vi ci rimarrà per sempre e sarà fonte di nutrimento dei demoni per l'eternità.
Ad accompagnarla per le strade di Noatun alla ricerca delle porte c'è Loki, un ragazzino dai capelli bianchi braccato dagli angeli per il suo potere il quale controlla tramite delle carte, ma con una forte amnesia e Luka il quale rivela in questo capitolo l'origine degli Occhi del Mondo: essi sono parte del potere del Dio del Caos Aesir, in dono all'umanità come guida per il libero arbitrio. Bayonetta deve anche proteggere Loki dalle mire di un certo Loptr e dalla cieca vendetta di un Saggio di Lumen mascherato (che si rivelerà Balder da giovane, portato 500 anni nel futuro da Loptr per i suoi piani). Dopo il ritrovamento e il combattimento per dell'anima di Jeanne e il ritorno alla Vigrid del passato (dove combatterà a fianco di sua madre Rosa, utilizzerà l'armatura Umbra e ingaggerà una battaglia con un giovane Loptr), Bayonetta con Balder come alleato sfiderà il folle Loptr che vorrebbe comandare su tutta l'umanità come Dio del Caos Aesir.
Con la sconfitta di Loptr/Aesir (grazie alla combinazione delle forze di Bayonetta, Balder e Loki), Balder si sacrificherà nel trattenere nel suo corpo l'anima di Loptr per sempre contaminandosi della sua malvagità, la quale lo porterà indietro nel tempo e provocando gli avvenimenti del primo gioco. Alla fine del gioco Loki si dissolverà compiuto il suo compito di proteggere l'umanità, rinascendo in seguito, mentre Bayonetta e Jeanne girano per le strade a fare shopping e combattere angeli.
Nel terzo gioco Bayonetta dovrà fronteggiare un nuovo tipo di minaccia: gli Homunculi, esseri artificiali che non appartengono né alle forze del paradiso, né a quelle dell'inferno. Creati da Singlularity, uno scienziato umano con il potere di modellare la realtà, con l'intento di distruggere il multi verso. Saranno così presentate le Bayonette di altre realtà alternative che collaboreranno con la Bayonetta protagonista per salvare i loro mondi. Si scoprirà così che le Bayonette conosciute nel primo e secondo gioco provengono anch'esse da mondi paralleli. Luka di Bayonetta 3, comincerà a soffrire di strani cambiamenti di personalità, finendo per trasformarsi in una sorta di licantropo demoniaco. In aiuto di Bayonetta giungerà una nuova apprendista strega: Viola, armata di una spada samurai e accompagnata da un bizzarro demone gatto di nome Cheshire. Si rivelerà essere la figlia di Bayonetta e di Luka di un altro universo scampata alla distruzione del suo mondo, e collaborerà con la Bayonetta protagonista, per distruggere Singlularity, e potendo così ripristinare tutti i mondi che sono stati distrutti.

### Altre apparizioni
All'Electronic Entertainment Expo (E3) del 2009, Sega sceglie Penny Drake come modello per Bayonetta dopo avere provinato centinaia di ragazze. Per promuovere il personaggio e il gioco, Playboy ha disegnato diversi modelli di abiti per Bayonetta per far votare ai lettori il migliore. Sega ha anche aderito al sito Maxim.com per presentare un concorso per trovare la donna più assomigliante a Bayonetta; la vincitrice del premio è stata Andrea Bonaccorso.
Bayonetta è disponibile come personaggio scaricabile nella modalità multiplayer di Anarchy Reigns e come personaggio sbloccabile in The Wonderful 101. Appare inoltre come personaggio scaricabile in Super Smash Bros. per Nintendo 3DS e Wii U e come personaggio giocabile in Super Smash Bros. Ultimate.

## Accoglienza
Computer and Video Games ha elogiato più Bayonetta che lo storyline, descrivendola come la "più sexy raccolta di pixel mai vista". GamesRadar ha affermato che il personaggio meritava un sacco di rispetto, descrivendola come "sexy, spiritosa e capace di difendersi in combattimento". GamerPro afferma che "la sensualità e la frenetica ispirazione agli anime" ha ostacolato la presentazione del gioco, aggiungendo che avrebbe avuto più attenzione se non ci si fosse focalizzati troppo sulla sensualità. Ryan Clements di [IGN] ha descritto il personaggio come "cazzuto hardcore dove pullula energia sessuale" descrivendola in seguito con "immensamente potente protagonista". Tuttavia, un editore associato, Nicole Tanner non è d'accordo, notando che lei non ha trovato la stessa sensualita che ammettono tutti, affermando che "solo perché hanno dato a una ragazza un portamento e delle pistole non è sufficiente a spiegare che sia sexy". Altri membri dello staff di IGN ha dichiarato che è il personaggio di videogiochi preferito, descrivendola come "giocosa e versatile come Dante" in combinazione con "un combattimento visivamente inventivo". Hanno menzionato la sua costante nudità come punto di attrazione, affermando che la meccanica dei capelli con cui si serve per vestirsi è uno degli elementi più stupidi e interessanti del personaggio.
Nel 2012, GamesRadar l'ha classificata come 100° migliore eroe di videogiochi. Complex l'ha classificata come 19° personaggio più sexy del 2012 e come 20° più tosto personaggio di videogiochi di sempre nel 2013. UGO hanno messo Bayonetta nella loro lista dei top 20 "unsexiest sexy" di personaggi di videogiochi nel 2010.